# Herbert Dohmann
Herbert Dohmann (* 19. November 1922 in Siddessen; † 2. September 2016 als Heribert Dohmann) war ein deutscher Pädagoge und Autor der plattdeutschen Sprache (Paderbornisches Platt).
Nach dem Abitur in Höxter wurde Dohmann zum Kriegseinsatz eingezogen. Darauf folgte ein Lehramtsstudium und eine fast vierzigjährige Tätigkeit an Schulen seiner Heimat, mehr als die Hälfte davon als Direktor der Realschule in Peckelsheim.
Er hat sich stets ehrenamtlich betätigt und sich immer sozial engagiert. Er besaß ein großes Wissen um die historische Arbeits- und Lebenswelt der Menschen seiner Heimat. Sein besonderes Engagement galt der Heimatpflege, insbesondere der Geschichte, der Kunst und der plattdeutschen Sprache des Nethegaus, der Region Kreis Höxter und angrenzend. Es fand seinen Niederschlag in zahlreichen Vorträgen und Publikationen, und er wurde dafür 1999 mit dem Bundesverdienstkreuz am Bande geehrt.
Er war befreundet mit seinem Kollegen Herbert Behre.

## Werke
- Wie herrlich leuchtet mir die Natur, (Bilder- und Texte u. a. mit plattdeutschen Gedichten), Paderborn, 2006
- Klosterkirche Gehrden, Paderborn,  2001
- Kunstschätze zwischen Egge und Weser; Paderborn, 2000
- Nau hört mal her: CD, mit Erzählungen in plattdeutscher Sprache, Mai 2000
- Dat plattdöitsche Wauert : Gebräuchliche Wörter der plattdeutschen Sprache im Raum Egge-Weser. - Brakel-Siddessen, 1994
- Nau hört mal her; Paderborn, 3. erweiterte Auflage, 1992
- Siddessen: Heimat an Öse und Nethe, (auch plattdeutsche Texte), Paderborn, 1992